# یواس‌اس نوکومیس (وای‌تی-۱۴۲)
یواس‌اس نوکومیس (وای‌تی-۱۴۲) (به انگلیسی: USS Nokomis (YT-142)) یک کشتی بود که طول آن ۱۰۰’ ۱۰” بود. این کشتی در سال ۱۹۳۹ ساخته شد.